# Friedrich von Schmidt
Friedrich Wilhelm Schmidt (n. 22 octombrie 1825, Gschwend, Baden-Württemberg, Germania – d. 23 ianuarie 1891, Viena, Austro-Ungaria) a fost un arhitect german stabilit în Austria, înnobilat în anul 1886 sub numele Friedrich von Schmidt.

## Lucrări reprezentative
- Catedrala din Đakovo⁠(en)[traduceți] (1866)
- Primăria din Viena (1872)
- Catedrala Sfântul Iosif din București (1873)
- Catedrala Sfântul Florian din Vaduz (1873)